# 新宿ロフトプラスワン
ロフトプラスワン（英: LOFT/PLUS ONE）は、東京都新宿区にあるトークライブハウス。席亭はロフトプロジェクト代表の平野悠。

## 概要
1995年7月6日、ロフトプロジェクトにより新宿区富久町にオープン。1998年6月、歌舞伎町に移転した。
トークライブハウスとして音楽・映画・文学・漫画・アニメ・スポーツ・お笑い・エロ・科学技術・政治・経済等々、ありとあらゆるテーマでのトークライブが連日行われており、サブカルチャーの殿堂として高い地位を築いている。
開催時間は、19:30から開演するNIGHT TIME、24:00から開催されるMIDNIGHT、主に土日の13:00から開演されるDAY TIMEの三つに分かれている。開催されるライブ全てが飛び込み参加可能ではなく、イベントによっては前売りチケットや整理券が必要な場合もあり、それらの条件はWebサイトのスケジュールなどで告知されている。
ポルノグラフィやBDSMなど成人向けのテーマを扱う場合は、入場時に年齢確認を求められる。また深夜に開催されるMIDNIGHTのイベントでも年齢確認がある。前売りチケットはローソンチケットで販売されることが多く、ヤフーオークションに大量に出品される。
店内は居酒屋形式をとっており、来場客はお酒を飲んだり料理を食べたりしながらトークライブを楽しむことができる。客の支払った飲食代に応じて、演者の出演料が支払われるシステムである。客席とステージの距離が近く、客がライブに積極的に参加することも可能である。
また、姉妹店として阿佐ヶ谷にAsagaya / Loft A、大阪ミナミにLoft PlusOne Westロフトプラスワン（2014年オープン）、渋谷にLOFT9 Shibuyaがある。大久保のNaked Loftは2020年末に閉店、2021年9月に横浜駅西口のムービルにNAKED LOFT YOKOHAMAと改称して移転している。
しばしばニコニコ生放送でライブ中継される。
Naked Loftオープンにあたっては「オウムって何?」と題して、平野悠の司会のもとでひかりの輪代表の上祐史浩、広末晃敏や元オウム幹部の野田成人、一水会顧問の鈴木邦男を呼び、Ustreamとニコニコ動画でライブ中継した（Ustreamでは、現在保存動画が公開されている）。

### 施設
- 収容人数：約150人
- 所在地：東京都新宿区歌舞伎町1-14-7 林ビルB2
- 最寄り駅：JR東日本・東京メトロほか各線新宿駅、西武新宿線西武新宿駅

## 主要な出演者・団体
- 木谷高明「サタデーナイトメインイベント」
- 阿曽山大噴火
- INU-KERA（犬山イヌコ、ケラリーノ・サンドロヴィッチ）偶数月に開催
- 宇宙作家クラブ「ロケットまつり」

松浦晋也、あさりよしとお 他出演
- 大槻ケンヂ「オーケンののほほん学校」他
- 岡田斗司夫「日本オタク大賞」「オタク・イズ・デッド」他
- 鍵英之「働かずに暮らす方法教えます・完全ヒモマニュアル・ヒモになるには」
- 唐沢俊一
- カリカ
- 木原浩勝「新耳袋～深夜の怪談トークライブ～」他
- 菊地秀行
- 急行「オールザッツバカ映像」「ジャンクの花園」他
- 西原理恵子「西原理恵子の人生画力対決ライブ」
- 酒井一圭「酒井祭・クラッシャーカズヨシ・ロフトプラスワンプロデューサー」
- 島田洋七「島田洋七の笑魂伝承」
- 杉作J太郎「東京ボンクラ学園」「あいぼんまつり」「男の墓場プロダクション大忘年会」「Jさん豪さん世相を斬る」他
- 鈴木美潮
- 高須基仁
- 宅八郎「宅八郎の放送禁止大学」
- 田原総一朗
- 鶴岡法斎「日本オタク大賞」他
- 東京ダイナマイト「東京ダイナマイト先生」他
- 初美沙希 引退イベント「初美沙希の明日から素人宣言！～ぽ部長引退ラストイベント～」
- トップリード「トップリードの話っ話゜」
- 猫ひろし「スナックリリー」他
- 根本宗子の面談室　毎月開催
- 萩原健太「ナイアガラ祭り」

大滝詠一が飛び入りで参加することもあった。
- 枡野浩一
- やまけん
- 吉田豪「格闘二人祭り」「スナックリリー」「Jさん豪さん世相を斬る」他
- リリー・フランキー「スナックリリー」
- アニメスタイル
- イオシス
- 中沢健「中沢たけし軍団まつり」「P-1グランプリ」他
- 残酷天使月花「フェティッシュパフォーマー」「イベントオーガナイザー」他
- 三平×2&比嘉モエル アニメ会プレゼンツ／同人誌ネタ・即売会ネタトークオンリーイベント「4日目」
- 幻の名盤解放同盟

根本敬、湯浅学、船橋英雄 出演
- 今井智子